# Porta Fiume
Porta Fiume (o porta Franca o porta del Ponte) è una delle porte cittadine di Cesena.

## Storia
La porta era uno degli accessi occidentali, parte della cinta muraria della città, e risale al XII o al XIII secolo; venne ristrutturata nel 1491 e fungeva anche da torre di controllo, l'unica superstite delle due collocate agli estremi del Ponte di San Martino che, fino al 1393, scavalcava il fiume Savio; in quell'anno una frana deviò il corso del fiume. Durante la seconda guerra mondiale venne danneggiata ma fu poi restaurata nel dopoguerra. Tra il XIX  e il XX secolo, al fine di attuare un risanamento delle zone degradate della città, vennero compiuti sventramenti nel centro urbano che interessarono parzialmente le antiche strutture difensive ai lati delle diverse porte.

## Descrizione
Ha una forma rettangolare; attraverso un'apertura ad arco è presente un passaggio pedonale che permette di accedere al Ponte di San Martino risalente al X o all'XI secolo e che terminava originariamente presso una porta successiva andata poi distrutta. Nei lati a nord-est e a sud-ovest è visibile la merlatura ghibellina e, nella parte interna del barbacane, sono visibili i vani a volta con le feritoie.